# 第72机械化旅 (乌克兰)
第72“黑色哥萨克”独立机械化旅是乌克兰陆军的一个单位。其原名为苏联陆军第29步兵师（后改称第72近卫步兵师）。1957年，该部成为一个摩托化步兵师。
乌克兰独立后，该师向该国效忠并加入乌克兰陆军序列，并改称第72机械化师。其后于2002年被缩编为第72独立机械化旅。
自2014年开始，该旅便作为“反恐行动”的一部参与了顿巴斯战争。
2017年8月23日，该旅接受了“黑色哥萨克”的荣誉称号，以纪念烏克蘭人民共和國的“黑色哥萨克”骑兵部队。

## 早期历史

### 第二次世界大战
该部的历史可追溯到1941年12月15日在哈萨克斯坦北部阿克莫林斯克市组建的苏军第459人民步兵师，次年1月22日，该师改称第29步兵师。
1942年8月，该师在斯大林格勒南郊与德军血战。战役结束后，为表彰其英勇表现，1943年3月1日，总参谋部第104号命令将该师命名为第72近卫步兵师。该师的各单位重新编号如下：
| 第29步兵师  | 第72近卫步兵师  |
| ----------- | --------------- |
| 第106步兵团 | 第222近卫步枪团 |
| 第128步兵团 | 第224近卫步枪团 |
| 第77炮兵团  | 第155近卫炮兵团 |

1943年3月3日，该师参与了解放别尔哥罗德的战斗。不久该师迫近哈尔科夫和克拉斯诺赫拉德。9月19日，该师被冠以“克拉斯诺赫拉德”之名。1944年1月8日，该师荣获红旗勋章。
该师从1944年10月起参与了布达佩斯攻势。

### 冷战
1946年5月，该师改名为第7近卫步兵旅，隶属于第33近卫步兵军。1953年10月，恢复为师级单位。1957年6月4日，升格为摩托化步兵师。

### 乌克兰
在苏联解体之后，该部转隶于乌克兰，并改称为第72机械化师。

## 第72机械化旅
2002年，该部被缩编为一个机械化旅，即第72独立机械化旅。

### 顿巴斯战争
2014年5月，该旅参与了2014年乌克兰亲俄动乱期间的马里乌波尔冲突。乌克兰歌手兹拉塔·欧格涅维奇和安娜斯塔西娅·普里霍德科为该旅筹集了资金。
2014年7月起，该旅与第51机械化旅一起保卫了切尔诺帕詹斯克、斯维尔德洛夫斯克和迪亚科夫附近的D区。分离主义分子和俄罗斯的袭击使得该旅在8月初被包围并切断补给。该旅的第1营和部分51旅的成员，同一群边防部队一起（共约400人），摧毁了他们的武器并越境退入了俄罗斯，之后被遣返。第2营则在南方的第30机械化旅和第95空中机动旅的掩护下突围，2名士兵丧生。

### 俄罗斯全面入侵乌克兰期间
2022年2月，在俄罗斯的全面入侵开始之时，俄军曾对位于基辅西南白采尔克瓦市（或译：白教堂）的该旅进行导弹打击，造成一定损失。战争第一天，俄军即通过空降占领了霍斯托梅尔的安东诺夫机场，该旅被派往基辅西北莫逊村等地作战，在付出惨重伤亡之后，终于逼退俄军。
3月4日，该旅在基辅东郊的布罗瓦里地区伏击了一支正沿郊区公路前进的俄军机械化先头部队，击毁多辆坦克和装甲车，并在社交媒体上公布了部分战果照片。
3月9日，俄军再次试图突入基辅市区。该旅再度在布罗瓦里地区设伏，并在击毁了队列首尾的俄军坦克之后，再对俄军行军纵队中间开火，从而再次将俄军击退。
2022年8月9日，伊万·文尼克上校接替亚历山大·弗多维琴科上校，成为该旅的新任指挥官。
2022年11月，该旅在武勒达尔战役中反击俄军第155海军步兵旅，几乎将俄第155海军步兵旅打垮。
2023年2月初，以整编后的俄第155海军陆战旅为主的俄军再次向驻守武勒达尔的乌军阵地发起进攻，结果遭到武勒达尔驻守的第72“黑色哥萨克”独立机械化旅强力反击。俄大批部队因进入雷区以及遭乌军炮兵以无人机修正炮火打击损失惨重。俄罗斯社交媒体上亲俄宣传分子将武勒达尔惨败与俄军在北顿内次河之战中的失败相提并论，并斥责俄军指挥官为“傻瓜”。
2023年4月，在与俄军武勒达尔对峙中，副旅长奥列格·科伊利亚克在武勒达尔被俄军炮火击中身故，奥列格·科伊利亚克自2014年以来参加对顿巴斯的反恐行動。

## 历史编制

### 1988-1991年
苏联末期时编制如下：
- 第222近卫摩托步兵团 – 白采尔克瓦
- 第224近卫摩托步兵团 – 白采尔克瓦
- 第229近卫摩托步兵团 – 白采尔克瓦
- 第292近卫坦克团——Honcharivske
- 第155近卫炮兵团——斯米拉
- 第1129高射炮团 - 白采尔克瓦
- 第1345反坦克炮兵营 – 白采尔克瓦
- 第117独立侦察营 – 白采尔克瓦
- 第538独立通信营 - 白采尔克瓦
- 第 23 独立防化营 - 白采尔克瓦
- 第 220 独立工兵营 – 白采尔克瓦
- 第280独立维修营
- 第892战斗勤务支援营

## 当前编制
截至2017年，该旅编制如下：
- 第72机械化旅，白采尔克瓦
  - 总部和总部连
  - 第一机械化营
  - 第二机械化营
  - 第三机械化营
  - 坦克营
  - 第12摩托化步兵营“基辅”
  - 旅炮兵团
    - 总部和目标获取连
    - 自行火炮营（2S3“金合欢”自行火炮 ）
    - 自行火炮营（2S1“康乃馨”自行火炮（英语：2S1 Gvozdika））
    - 火箭炮营（BM-21“冰雹”火箭炮）
    - 反坦克炮营（MT-12反坦克炮）

  - 防空导弹营
  - 工兵营
  - 维修营
  - 后勤营
  - 侦察连
  - 狙击连
  - 电子战连
  - 信号连
  - 雷达连
  - 核生化防护连
  - 医务连